# Gaćište
Gaćište je naselje u općini Suhopolje. 
Jasik i Pustara su dva manja dijela naselja, prostorno izdvojena, koja također pripadaju naselju Gaćište. 
Gospodarstvo Gaćišta se većinom zasniva na uzgoju poljoprivrednih kutura. U naselju se nalazi škola (sagrađena 1910. godine, radila do 1989. godine), farma za uzgoj goveda, stara skladišta poljoprivrednog kombinata, mjesni dom, park i crkva Male Gospe.

## Stanovništvo
Prema popisu iz 2001. godine Gaćište je imalo 280 stanovnika (132 muškarca i 148 žena). 
Nekad veliko i razvijeno mjesto, tijekom Domovinskog rata, doživjelo je veliki demografski pad. Pretežno srpsko stanovnistvo se iselilo, a u naselje je došao velik broj stanovnika s područja Bosne i Vojvodine.
| broj stanovnika | 491   | 512   | 566   | 560   | 689   | 726   | 694   | 900   | 758   | 727   | 717   | 574   | 410   | 349   | 280   | 221   | 143   |
|                 | 1857. | 1869. | 1880. | 1890. | 1900. | 1910. | 1921. | 1931. | 1948. | 1953. | 1961. | 1971. | 1981. | 1991. | 2001. | 2011. | 2021. |

## Kultura
Naselje je bogato arheološkim pronalascima. Na polovici puta prema naselju Zvonimirovu nalazimo ostatke bjelobrdske i latenske kulture (23 kosturna groba datirana od 1000. do 1080. godine). Također su brojni nalazi rimskog podrijetla, jer se u blizini sela nalazilo staro rimsko naselje Bolentio (današnji Orešac).